# لیز میکل
لیز میکل (به انگلیسی: Liz Mikel) (زاده ۷ نوامبر ۱۹۶۳ ) بازیگر، خواننده آمریکایی است.
از فیلم‌های معروف او می‌توان به بازی در شاگرد اول اشاره کرد.